# Neothelaxes parthenocissi
Neothelaxes parthenocissi är en insektsart som beskrevs av Chakrabarti och Quednau 1996. Neothelaxes parthenocissi ingår i släktet Neothelaxes och familjen långrörsbladlöss. Inga underarter finns listade i Catalogue of Life.